# Dragancetata, Gabrovo
Dragancetata (în bulgară Драганчетата) este un sat în comuna Gabrovo, regiunea Gabrovo,  Bulgaria. 

## Demografie
Componența etnică a satului Dragancetata
     Bulgari (100%)
     Nicio identificare (0%)
     Altele (0%)
La recensământul din 2011, populația satului Dragancetata era de 14 locuitori. Din punct de vedere etnic, toți locuitorii erau bulgari.